# ستيفاني ويرينغ
ستيفاني ويرينغ (بالإنجليزية: Stephanie Waring)‏ هي ممثلة بريطانية، ولدت في 26 أكتوبر 1978 في أورمستون ‏ في المملكة المتحدة.

## أعمال

### مسلسلات
- هوليوكس

## وصلات خارجية
- ستيفاني ويرينغ على موقع IMDb (الإنجليزية)
- ستيفاني ويرينغ على موقع قاعدة بيانات الفيلم (الإنجليزية)